# Wadi Maydaq
El Wadi Maydaq (en árabe: وادي ميدق‎, romanizado: Wādī Mе̄daq) es un valle o río seco, con caudal efímero o intermitente, que fluye casi exclusivamente durante la temporada de lluvias, situado al noreste de los Emiratos Árabes Unidos, en el Emirato de Fuyaira. 
El wadi pasa por el pueblo de Maydaq (Fuyaira)  y el enclave de Al Manamah, en el Emirato de Ajman, y está custodiado por el abandonado Fuerte Maydaq, una torre de vigilancia situada en medio del tramo del curso de agua con mayor desarrollo agrícola, con exuberantes palmerales y plantaciones de mangos, limoneros y naranjos.
Es un destino popular para excursionistas  y senderistas y es famoso por su belleza natural. 
Los conservacionistas han identificado en este wadi algunas especies raras de fauna, incluidas avispas excavadoras. 

## Toponimia
Nombres alternativos: Wadi Maidaq, Wadi Maydaq, Wādī Maydaq, Wādī Mе̄daq.
Los nombres de este wadi y sus afluentes quedaron registrados en la documentación y mapas elaborados entre 1950 y 1960 por el arabista, cartógrafo, militar y diplomático británico Julian F. Walker, durante los trabajos efectuados para el establecimiento de fronteras entre los entonces denominados Estados de la Tregua, completados posteriormente por el Ministerio de Defensa del Reino Unido, en mapas a escala 1:100.000 publicados en 1971.
En el Atlas Nacional de Emiratos Árabes Unidos consta identificado con la grafía Wādī Mе̄daq.

## Población
El Wadi Maydaq se asocia tradicionalmente con los asentamientos de la tribu Sharqiyin. 

## Galería

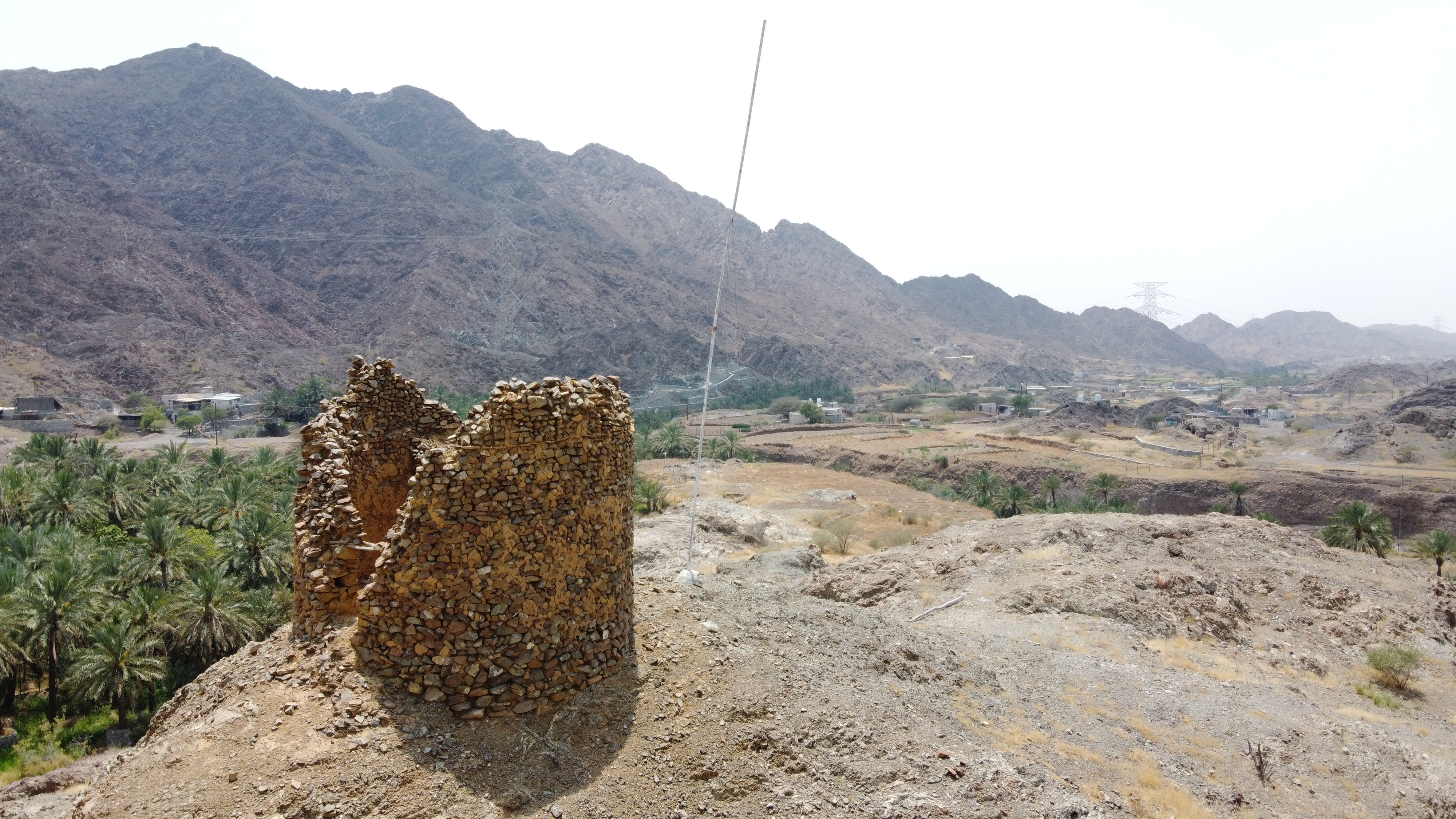
El abandonado fuerte Maydaq en el Wadi Maydaq
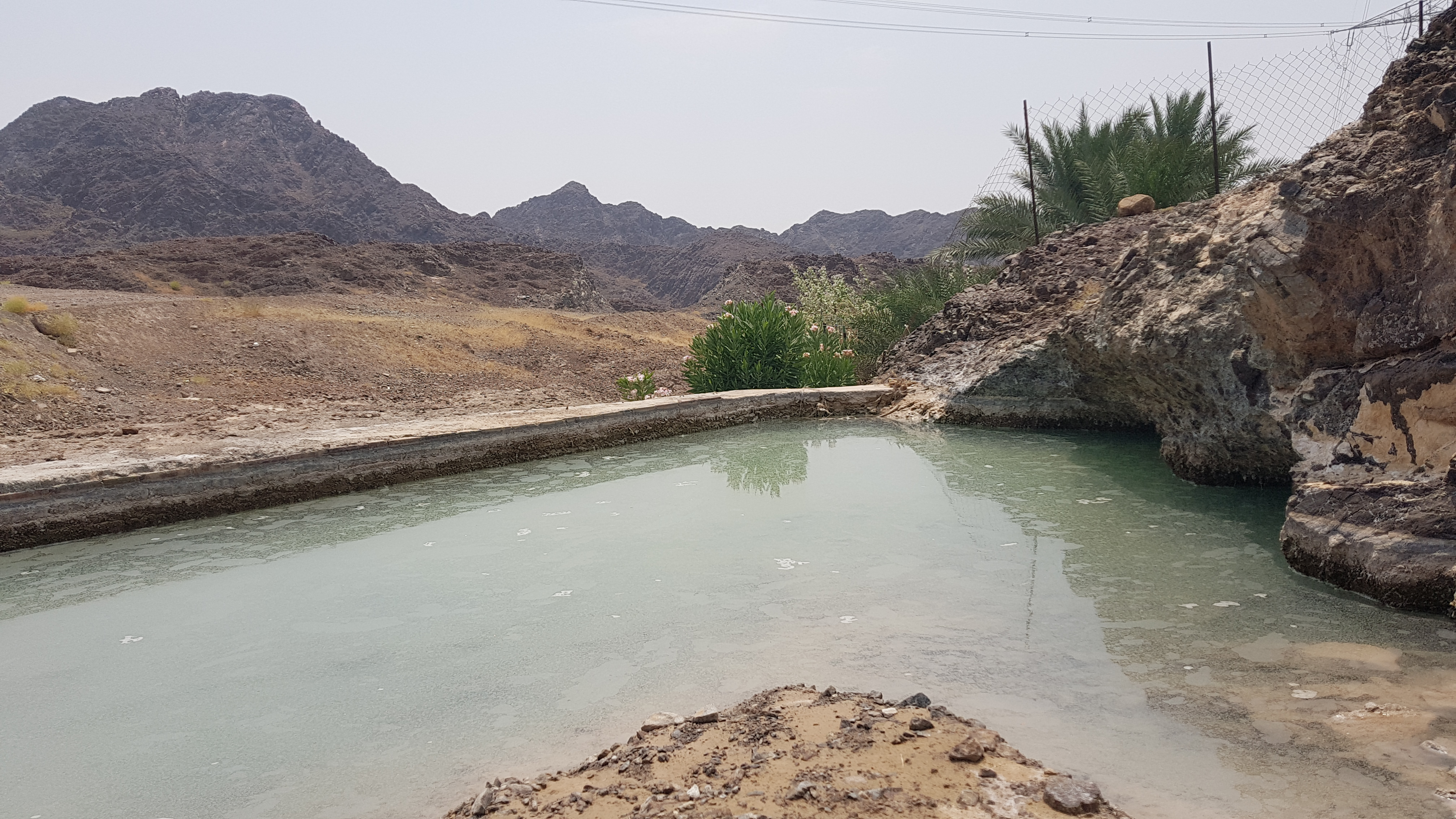
El Blue Pool en el Wadi Maydaq
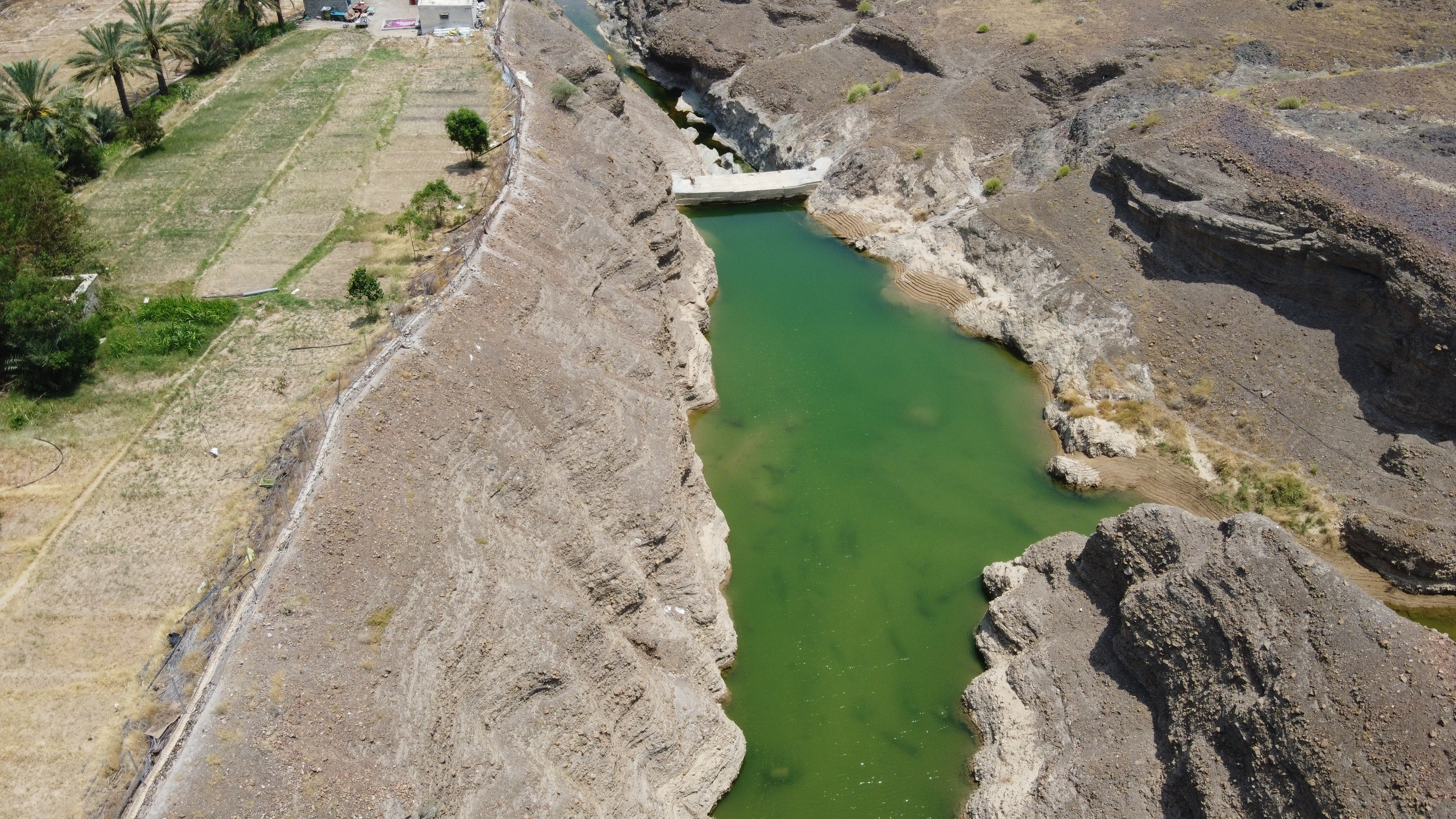
El Wadi Maydaq en la presa de Marbad.